# Café de la Paix (Paris)
Pour les articles homonymes, voir Café de la Paix.
Le Café de la Paix est un célèbre café et restaurant dans le quartier de la Chaussée-d'Antin du 9e arrondissement de Paris.
Proche de l'opéra Garnier, il est situé à l’angle de la place de l'Opéra (adresse au no 5) et du boulevard des Capucines (adresse au no 12).

## Histoire

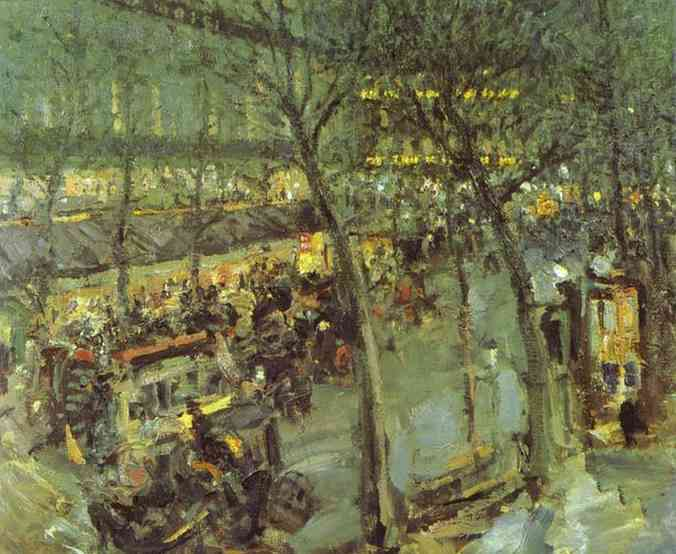
Le Café de la Paix vu par Constantin Korovine en 1906.

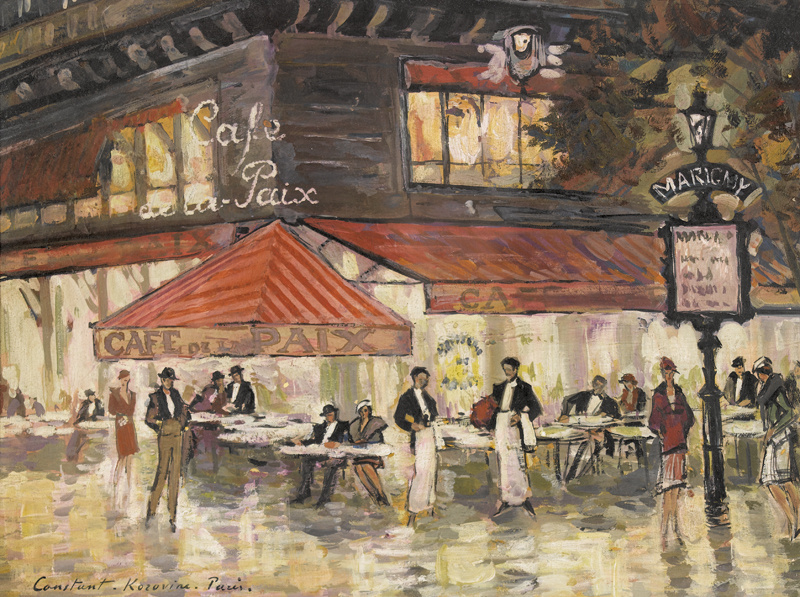
Autre peinture de Korovine représentant le Café de la Paix, en 1906.

Le Café de la Paix a ouvert ses portes en 1862. Il était alors le café-restaurant du Grand Hôtel de la Paix. En 1896, y sont organisées des projections cinématographiques.
Le 1er septembre 1897, la concession du café est cédée à Arthur Millon, qui prendra ensuite le contrôle de son bailleur avant d'être à l'origine d'un des plus grands groupes d'hôtellerie parisiens. À sa mort en 1913, il lègue son empire à son fils André puis, à la suite des querelles sur la succession de ce dernier, le groupe est revendu en 1972.
La salle du Café de la Paix avec son décor, ainsi que plusieurs éléments de l'hôtel qui l'abrite, ont été inscrits aux monuments historiques par un arrêté du 22 août 1975.
En 2002, le Café de la Paix est rénové.

Logotype de l'établissement.

## Description architecturale
Le Café de la Paix a été construit dans le plus pur style Second Empire, au rez-de-chaussée d'un luxueux immeuble haussmannien, qui abrite aujourd'hui l'InterContinental Paris Le Grand (ancien Hôtel de la Paix, puis Grand Hôtel).

## Clients célèbres
Parmi les habitués célèbres du Café de la Paix, il y eut à la fin du XIXe siècle : Tchaïkovski, Massenet, Zola ou encore Maupassant et Capucine.

## Représentations culturelles
On aperçoit le Café de la Paix dans le dessin animé Les Aristochats (1970), ou encore dans le film Le Temps retrouvé de Raoul Ruiz (1999).